# Erysimum adcumbens
Erysimum adcumbens är en korsblommig växtart som först beskrevs av Pierre Edmond Boissier, och fick sitt nu gällande namn av Pierre Edmond Boissier och Adolf Polatschek. Erysimum adcumbens ingår i släktet kårlar, och familjen korsblommiga växter. Inga underarter finns listade i Catalogue of Life.